# 桃园经验
桃园经验，即1963年11月至1964年4月间中华人民共和国河北省抚宁县卢王庄公社桃园大队（现河北省秦皇岛市北戴河区牛头崖镇桃园村）开展四清运动的经验，一度得到中国共产党中央委员会肯定并在全国推广。 代表作是王光美作的《关于一个大队的社会主义教育运动的经验总结》。

## 背景
中共八届十中全会后，决定在农村开展社会主义教育运动，在城市开展五反运动（后统称四清）。1963年5月和9月，先后制定了《关于目前农村工作中若干问题的决定（草案）》（简称《前十条》）和《关于农村社会主义教育运动中一些具体政策的规定（草案）》（简称《后十条》）。:7
1956年建立的农业高级合作社“东方红合作社”（管辖桃园、卢王庄两个村，书记赵树春、社长关景东）是全县典型，:5 1958年北戴河会议期间，8月4日杨尚昆“微服私访”后，林铁前来视察，此后刘少奇（及其夫人王光美）、朱德、邓小平、彭德怀、薄一波、李先念、刘伯承、贺龙、聂荣臻、罗荣桓、黄克诚、程子华、吕正操、廖鲁言等中央领导人纷纷前来参观。8月15日刘少奇前来视察，众人介绍称全县高粱田平均亩产可超过三千斤，关景东回忆称，他向刘少奇介绍高粱田能亩产两千斤。1958年9月，王光美向关景东和陈桂芝写信说，送一台电影放映机，“今后我们一家就是你们社的一户社员”。9月25日《抚宁报》发表报道《我县全体人民的光荣，少奇同志加入东风公社》。
桃园大队党支部从1959年成立到1963年“四清”前，一直是抚宁县先进支部。 桃园大队有五个生产队，378户，1455人，土地2127亩。:5 吴臣任桃园大队党支部书记，赵树春（文革时期报道称为赵树椿）任副书记。关景东任民兵连长。

## 始末
1963年11月底，王光美化名董朴到桃园大队蹲点，任桃园大队工作组副组长。:8 工作组有二十个人，八个县属干部，十二个省级各机关干部。
桃园的四清可分为四个阶段。:4 首先派先遣组了解情况，其后工作组进驻桃园，与当地农民同吃、同住、同劳动（“三同”）。工作组“扎根串联”，从群众中找依靠对象（被称为“根子”），并凭借他们建立贫下中农协会。随着运动深入，工作组发现桃园大队打骂成风、赌博成风，决心拿吴臣开刀，将其成分从“贫农”改为“游民”，撤销其书记职务。同时通过攻心、查账、揭发等，查出干部贪污多人（被称为“干部洗澡”）。桃园大队干部共46名，其中被赶上楼检查过关的43名，被批斗的39人。同时150名社员被整。随后是向群众索回公家物品（较温和，被称为“群众洗澡”）。然后是“追根子”，工作组调查了苏长吉（抚宁县榆关区副区长）和赵学瀚（桃园大队现金和仓库保管员）的问题。最后工作组重新划定阶级成分、重建基层组织，工作组放弃不配合的第一生产队队长赵品三，让卢伦当桃园大队党支部书记。至1964年4月，桃园大队四清基本结束。
1964年3月15日，桃园大队召开了批斗处理吴臣大会，未经支部和贫下中农讨论，就宣布开除吴臣党籍，定为“坏分子”就地监督劳动改造。:43赵树春被开除党籍，于1966年因胆结石病逝。查出漏划地主五户，富农两户。1965年，赵学翰被定为漏划地主、反动地主分子，“桃园的真正统治者”。:331964年8月，中共抚宁县委召开大会开除苏长吉党籍、政籍，:281965年10月，苏长吉被判有期徒刑六年。:30
工作组总结的经验概括起来是：
|  | 先搞访贫问苦，扎根串联，从小到大逐步组织阶级队伍；然后开展背靠背的揭发斗争，搞“四清”；再集中地、系统地进行阶级教育，开展对敌斗争；最后进行组织建设。 |

## 后续
1964年7月5日，王光美在中共河北省委工作会议上作题为《关于一个大队的社会主义教育运动的经验总结》的报告，介绍桃园大队的四清经验。此后王光美随同刘少奇视察时在多省作了同样内容的报告，还有不少地方听了录音，本年刘少奇也频繁提到桃园的四清工作。:44 8月19日，刘少奇向毛泽东写信推荐王光美报告，8月27日毛泽东批示“此件先印发到会各同志讨论一下，如果大家同意，再发到全国去。”9月1日，中共中央转发《关于一个大队的社会主义教育运动的经验总结》，刘少奇代写的批语说：“是在农村进行社会主义教育的一个比较完全、比较细致的典型经验总结”，“桃园大队的经验是有普遍意义的”。于是《关于一个大队的社会主义教育运动的经验总结》广泛传播，后来被称为“桃园经验”。:45
1964年7月，时任中共江苏省委第一书记江渭清表示江苏“不盲目执行”桃园经验，当面顶撞了刘少奇。:45 9月，江渭清向刘少奇检讨，刘少奇向江渭清回信，毛泽东曾批示刘少奇信“写得很好”，后来又当面对江渭清说“你的意见是对的”。:47 1965年1月，毛泽东严厉批评了王光美参与的河北新城县四清工作：28万人口，“你一万五千人扎根串联，什么扎根串联！冷冷清清！” 同月中共中央制定《农村社会主义教育运动中目前提出的一些问题》（俗称《二十三条》），据李新称，当时搞四清的中国社会科学院近代史研究所多数人認爲，《二十三條》的許多新精神， 與桃園經驗大不相同，甚至是批判了桃園經驗中的某些作法，例如搞秘密串連等神秘化做法。
1967年4月，抚宁县在桃园大队召开抚宁县各界代表和唐山地区各县代表参加的万人大会，批判刘少奇、王光美，并为吴臣、赵树春平反，吴臣摘掉坏分子帽子，恢复党籍。 9月6日，《人民日报》、《解放军报》发布报道《假四清，真复辟：关于党内最大的走资本主义道路当权派导演的桃园大队“四清”情况的调查》，《解放军报》另附社论，人民出版社出版了单行本。文章称“四清”前桃园大队年年超额完成国家粮食征购任务，而“四清”后的三年中则有两年没有完成，文章支持平反吴臣、赵树春，点名关景东为党内走资派。
1978年后，经复查，桃园大队四清运动中的处分全部撤销。 1981年9月，“苏长吉案件”平反。:30

## 评价
薄一波认为，桃园经验“是导致农村社会主义教育运动迅速向‘左’转，严重扩大打击面的一个重要措施和步骤”。